# Havnebyen
Havnebyen er en lille havneby på Sjællands Odde med 591 indbyggere  (2024). Havnebyen er beliggende ud mod Kattegat fem kilometer øst for Odden Færgehavn. Byen tilhører Odden Sogn og Odsherred Kommune.
I perioden fra 1920-1960 var der fra havnen et fiskeeventyr på Thunnus thynnus, den blåfinnede tun. Omkring 1960 sluttede eventyret, i dag er den blåfinnede tun en alvorligt truet fiskeart i hele det atlantiske område. Der er på havnen en udstilling om dette eventyr.
- Supermarked
- Fiskerbåde i havnen (2013)
- Fiskehandler ved havnen